# Заброди (Калачіївський район)
Заброди (рос. Заброды) — село у Калачіївському районі Воронезької області Російської Федерації.
Населення становить 9043 особи. Входить до складу муніципального утворення Заброденське сільське поселення.

## Історія
Населений пункт розташований у межах суцільної української етнічної території, частини Східної Слобожанщини. До Перших визвольних змагань належав до Воронезької губернії.
Від 1928 року належить до Калачіївського району, спочатку в складі Центрально-Чорноземної області, а від 1934 року — Воронезької області.
Згідно із законом від 15 жовтня 2004 року входить до складу муніципального утворення Заброденське сільське поселення.

## Населення
| 2002  | 2010  | 2012  | 2013  | 2014  | 2015  | 2016  |
| ----- | ----- | ----- | ----- | ----- | ----- | ----- |
| 9038  | ↗9222 | ↗9270 | →9270 | ↗9289 | ↘9270 | ↘9234 |
| 2017  | 2018  |       |       |       |       |       |
| ↘9172 | ↘9043 |       |       |       |       |       |